# Abderrahmane Alane
Abderrahmane Alane est un footballeur international algérien né le 23 août 1970 à Alger. Il évoluait au poste de gardien de but.

## Biographie

### En club
Abderrahmane Alane évolue en première division algérienne avec les clubs du MC Alger, de la JS Kabylie, du WA Boufarik et enfin de l'USM Alger.

### En équipe nationale
Abderrahmane Alane reçoit deux sélections avec l'équipe d'Algérie. Son premier match avec les verts a lieu le 5 juin 1998 contre la Bulgarie (défaite 2-0).
Son dernier match avec l'Algérie a lieu le 31 juillet 1998 contre la Libye (victoire 1-3).

## Palmarès
| JS Kabylie \| - Championnat d'Algérie (1) : - Champion : 1994-95. - Supercoupe d'Algérie : - Finaliste : 1994 et 1995. \| \| - Coupe d'Afrique des vainqueurs de coupe (1) : - Vainqueur : 1995. \| |  | USM Alger - Coupe d'Algérie (1) : - Vainqueur : 1998-99.            |
| - Championnat d'Algérie (1) : - Champion : 1994-95. - Supercoupe d'Algérie : - Finaliste : 1994 et 1995.                                                                                            |  | - Coupe d'Afrique des vainqueurs de coupe (1) : - Vainqueur : 1995. |